# Samsung SV110
Der Samsung SV110 ist ein Lastkraftwagen, der vom südkoreanischen Unternehmen Samsung Commercial Vehicles auf Basis des Nissan Cabstar F23 hergestellt wurde.